# Pseudobaggina
Pseudobaggina es un género de foraminífero bentónico de la familia Discorbidae, de la superfamilia Discorboidea, del suborden Rotaliina y del orden Rotaliida. Su especie tipo es Pseudobaggina hokkaidoana. Su rango cronoestratigráfico abarca el Campaniense (Cretácico superior).

## Clasificación
Pseudobaggina incluye a la siguiente especie:
- Pseudobaggina hokkaidoana †